# Combretum acuminatum
Combretum acuminatum är en tvåhjärtbladig växtart som beskrevs av William Roxburgh. Combretum acuminatum ingår i släktet Combretum och familjen Combretaceae. Inga underarter finns listade i Catalogue of Life.